# KCNK15
KCNK15 (англ. Potassium two pore domain channel subfamily K member 15) – білок, який кодується однойменним геном, розташованим у людей на короткому плечі 20-ї хромосоми. Довжина поліпептидного ланцюга білка становить 330 амінокислот, а молекулярна маса — 36 130.
| 10         |  | 20         |  | 30         |  | 40         |  | 50         |
| ---------- |  | ---------- |  | ---------- |  | ---------- |  | ---------- |
| MRRPSVRAAG |  | LVLCTLCYLL |  | VGAAVFDALE |  | SEAESGRQRL |  | LVQKRGALRR |
| KFGFSAEDYR |  | ELERLALQAE |  | PHRAGRQWKF |  | PGSFYFAITV |  | ITTIGYGHAA |
| PGTDSGKVFC |  | MFYALLGIPL |  | TLVTFQSLGE |  | RLNAVVRRLL |  | LAAKCCLGLR |
| WTCVSTENLV |  | VAGLLACAAT |  | LALGAVAFSH |  | FEGWTFFHAY |  | YYCFITLTTI |
| GFGDFVALQS |  | GEALQRKLPY |  | VAFSFLYILL |  | GLTVIGAFLN |  | LVVLRFLVAS |
| ADWPERAARP |  | PSPRPPGAPE |  | SRGLWLPRRP |  | ARSVGSASVF |  | CHVHKLERCA |
| RDNLGFSPPS |  | SPGVVRGGQA |  | PRPGARWKSI |  |            |  |            |

A: Аланін

C: Цистеїн

D: Аспарагінова кислота

E: Глутамінова кислота

F: Фенілаланін

G: Гліцин

H: Гістидин

I: Ізолейцин

K: Лізин

L: Лейцин

M: Метіонін

N: Аспарагін

P: Пролін

Q: Глутамін

R: Аргінін

S: Серин

T: Треонін

V: Валін

W: Триптофан

Кодований геном білок за функціями належить до іонних каналів, потенціалзалежних каналів. 
Задіяний у таких біологічних процесах, як транспорт іонів, транспорт, транспорт калію. 
Білок має сайт для зв'язування з калію. 
Локалізований у мембрані.